# هينتير شلوس
هينتير شلوس (بالإنجليزية: Hinter Schloss)‏ هو أحد جبال سلسلة جبال الألب أوري ويقع في كانتون أوري في سويسرا. يحتل المرتبة رقم 165 في قائمة جبال سويسرا من حيث الارتفاع، إذ يبلغ ارتفاعه حوالي 3133 متر، بينما يبلغ ارتفاع نتوء الجبل 506 متر، هذا وقد سجل أول وصول لقمة الجبل عام 1863.